# Микола Збаразький
Микола Збаразький, або Миколай Збаразький (? — 1574) — руський князь, урядник Великого князівства Литовського та Речі Посполитої.

## Життєпис
Представник руського (українського) княжого роду Збаразьких. Батько — кн. Андрій Збаразький, мати — дружина батька Ганна Гербурт. Брат — Стефан Збаразький, воєвода вітебський і троцький, каштелян троцький.
Уряди (посади): староста кременецький (1560 року призначено на уряд, у 1565 році за 3 000 кіп грошей взяв це староство у заставу після того, як король Сигізмунд II не зміг викупити, 1569 року стає власником), «справця» Київського воєводства. Каспер Несецький стверджував, що він утримував значний військовий почет, який у разі потреби відправляв під командуванням своїх бояр.

## Родина
Перша дружина — княжна Марія Козечанка, донька Дмитра Андрійовича Козеки-Замлицького. Діти:
- Іван (Януш) Збаразький (перед 1553 — 1608) — князь, військовий діяч та урядник Речі Посполитої, воєвода брацлавський,
- Маруша (Марина) — дружина брацлавського каштеляна Василя Загоровського (шлюб уклали в лютому 1566[1]).

Друга дружина — деспотівна Ганна Бранкович (пом. 1578), донька сербського деспота Йована Бранковича та Єлени Якшич, удова Федора Санґушко, отримала в заповіті 1/3 маєтностей. Гетьман Я. А. Тарновський вважав її угоркою. За помилковою традицією (Папроцькі, Несецькі), її вважали волоського походження. Померла 1578/1579 року, була похована в церкві у Мильцях.